# Rachispoda
Rachispoda är ett släkte av tvåvingar. Rachispoda ingår i familjen hoppflugor.

## Bildgalleri

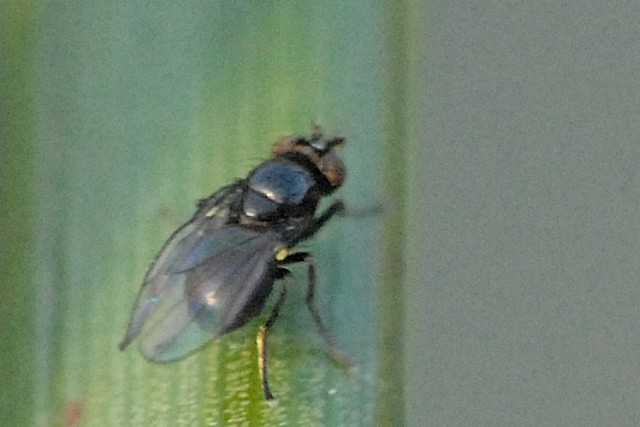
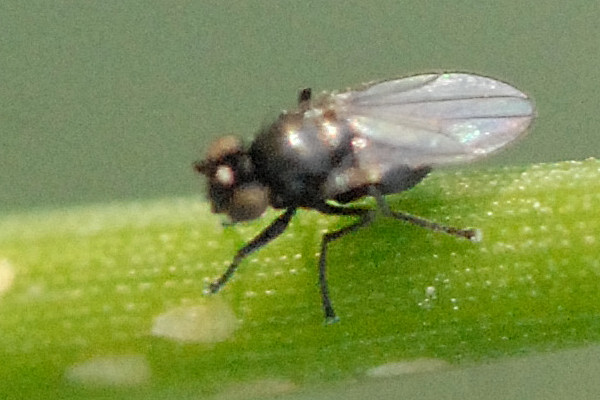

## Dottertaxa tillRachispoda, i alfabetisk ordning[1][2]
- Rachispoda aeditua
- Rachispoda alces
- Rachispoda altimontana
- Rachispoda amarilla
- Rachispoda anathema
- Rachispoda anceps
- Rachispoda andina
- Rachispoda arnaudi
- Rachispoda awalensis
- Rachispoda baezensis
- Rachispoda breviceps
- Rachispoda caesia
- Rachispoda canadensis
- Rachispoda caudatula
- Rachispoda cesta
- Rachispoda chisholmae
- Rachispoda clivicola
- Rachispoda colombiana
- Rachispoda condyla
- Rachispoda cryptistyla
- Rachispoda cryptochaeta
- Rachispoda digitata
- Rachispoda eurystyla
- Rachispoda falcicula
- Rachispoda forficula
- Rachispoda fuscipennis
- Rachispoda gel
- Rachispoda geneiates
- Rachispoda hostica
- Rachispoda intermedia
- Rachispoda intonsa
- Rachispoda joycei
- Rachispoda justini
- Rachispoda kaieteurana
- Rachispoda lacustrina
- Rachispoda laureata
- Rachispoda limosa
- Rachispoda longior
- Rachispoda lucaris
- Rachispoda luciana
- Rachispoda lugubrina
- Rachispoda luisi
- Rachispoda luminosa
- Rachispoda lutosa
- Rachispoda lutosoidea
- Rachispoda merga
- Rachispoda meringoterga
- Rachispoda mexicana
- Rachispoda modesta
- Rachispoda oreadis
- Rachispoda paludicola
- Rachispoda pectinata
- Rachispoda pereger
- Rachispoda praealta
- Rachispoda quadriseta
- Rachispoda rhizophora
- Rachispoda spatulata
- Rachispoda subsolana
- Rachispoda subulata
- Rachispoda synoria
- Rachispoda thaliathrix
- Rachispoda thermastris
- Rachispoda trichopyga
- Rachispoda vespertina
- Rachispoda villosa
- Rachispoda zygolepis